# Acrocercops distylii
Acrocercops distylii là một loài bướm đêm thuộc họ Gracillariidae. Nó được tìm thấy ở Nhật Bản (Honshū, Kyūshū, Shikoku, Tusima và quần đảo Ryukyu).
Sải cánh dài 8.5–11 mm. Ấu trùng ăn Distylium racemusum. Chúng ăn lá nơi chúng làm tổ.